# Fyrsjön, Jämtland
Fyrsjön är en sjö i Strömsunds kommun i Jämtland och ingår i Indalsälvens huvudavrinningsområde. Sjön har en area på 13,2 kvadratkilometer och ligger 298,9 meter över havet. Fyrsjön ligger i Ammerån Natura 2000-område. Sjön avvattnas av vattendraget Ammerån. Vid provfiske har bland annat abborre, gädda, id och mört fångats i sjön.

## Delavrinningsområde
Fyrsjön ingår i det delavrinningsområde (704115-148078) som SMHI kallar för Utloppet av Fyrsjön. Medelhöjden är 319 meter över havet och ytan är 66,23 kvadratkilometer. Räknas de 276 avrinningsområdena uppströms in blir den ackumulerade arean 2 427,4 kvadratkilometer. Ammerån som avvattnar avrinningsområdet har biflödesordning 2, vilket innebär att vattnet flödar genom totalt 2 vattendrag innan det når havet efter 183 kilometer. Avrinningsområdet består mestadels av skog (61 procent). Avrinningsområdet har 13,5 kvadratkilometer vattenytor vilket ger det en sjöprocent på 20,4 procent.

## Fisk
Vid provfiske har följande fisk fångats i sjön:
- Abborre
- Gädda
- Id
- Mört
- Sik
- Stäm